# Odontoglossum nobile
Odontoglossum nobile (tên tiếng Anh: Grand Odontoglossum) là một loài phong lan đặc hữu của Colombia.

## Synonyms
- Odontoglossum pescatorei Linden ex Lindl.
- Oncidium pescatorei (Linden ex Lindl.) Beer
- Odontoglossum pescatorei var. veitchianum Rchb.f.
- Odontoglossum pescatorei var. leucoxanthum Rchb.f.
- Odontoglossum pescatorei var. stupendum Rchb.f.
- Odontoglossum pescatorei var. germinyanum B.S.Williams
- Odontoglossum pescatorei var. lindenianum L.Linden & Rodigas
- Odontoglossum nobile var. leucoxanthum (Rchb.f.) Bockemühl
- Odontoglossum nobile var. veitchianum (Rchb.f.) Bockemühl
- Odontoglossum nobile f. leucoxanthum (Rchb.f.) Christenson
- Odontoglossum nobile f. leucoxanthum (Rchb.f.) O.Gruss & M.Wolff

## Hình ảnh

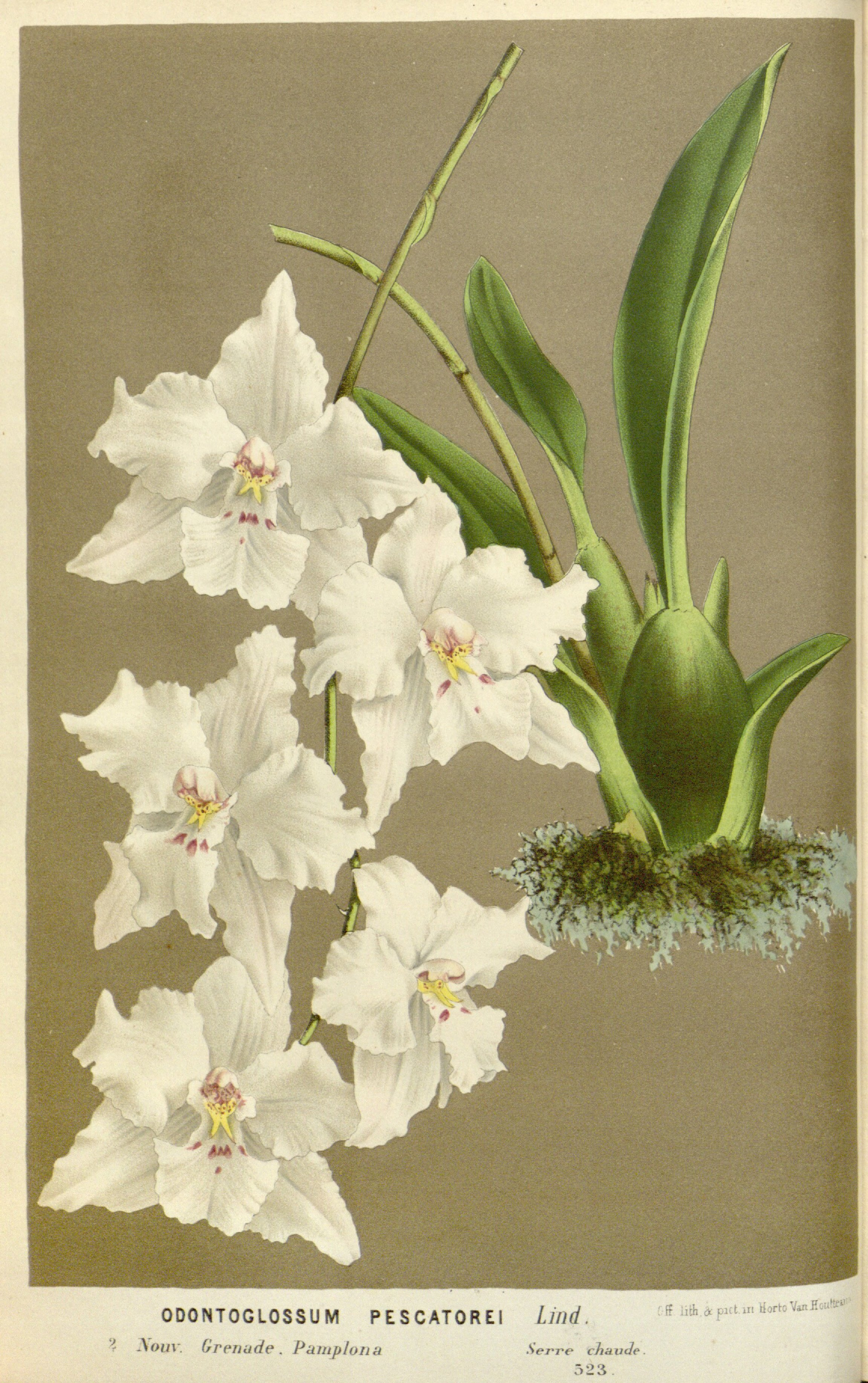
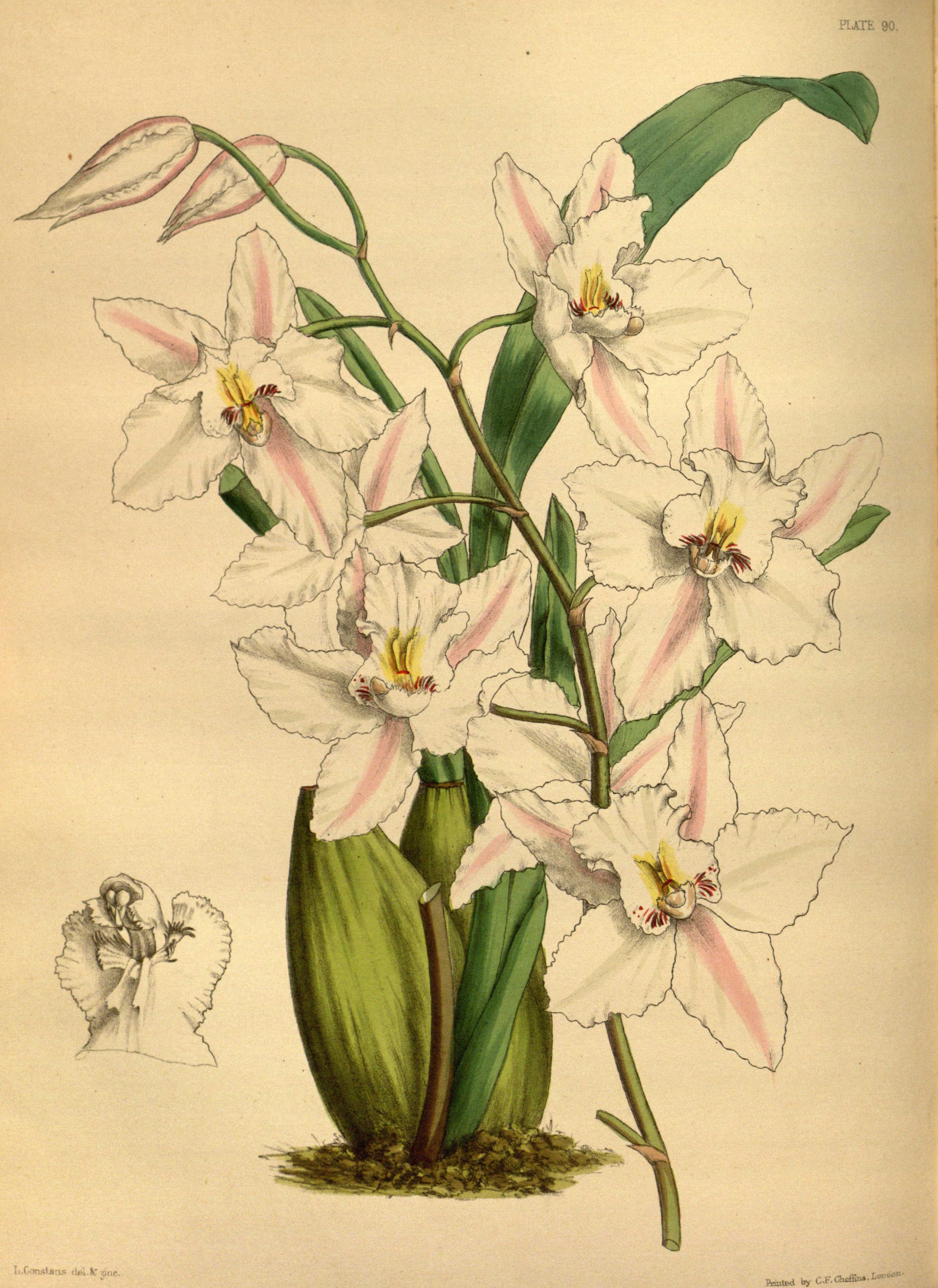